# 拉姆施山
47°39′8″N 14°15′2″E / 47.65222°N 14.25056°E

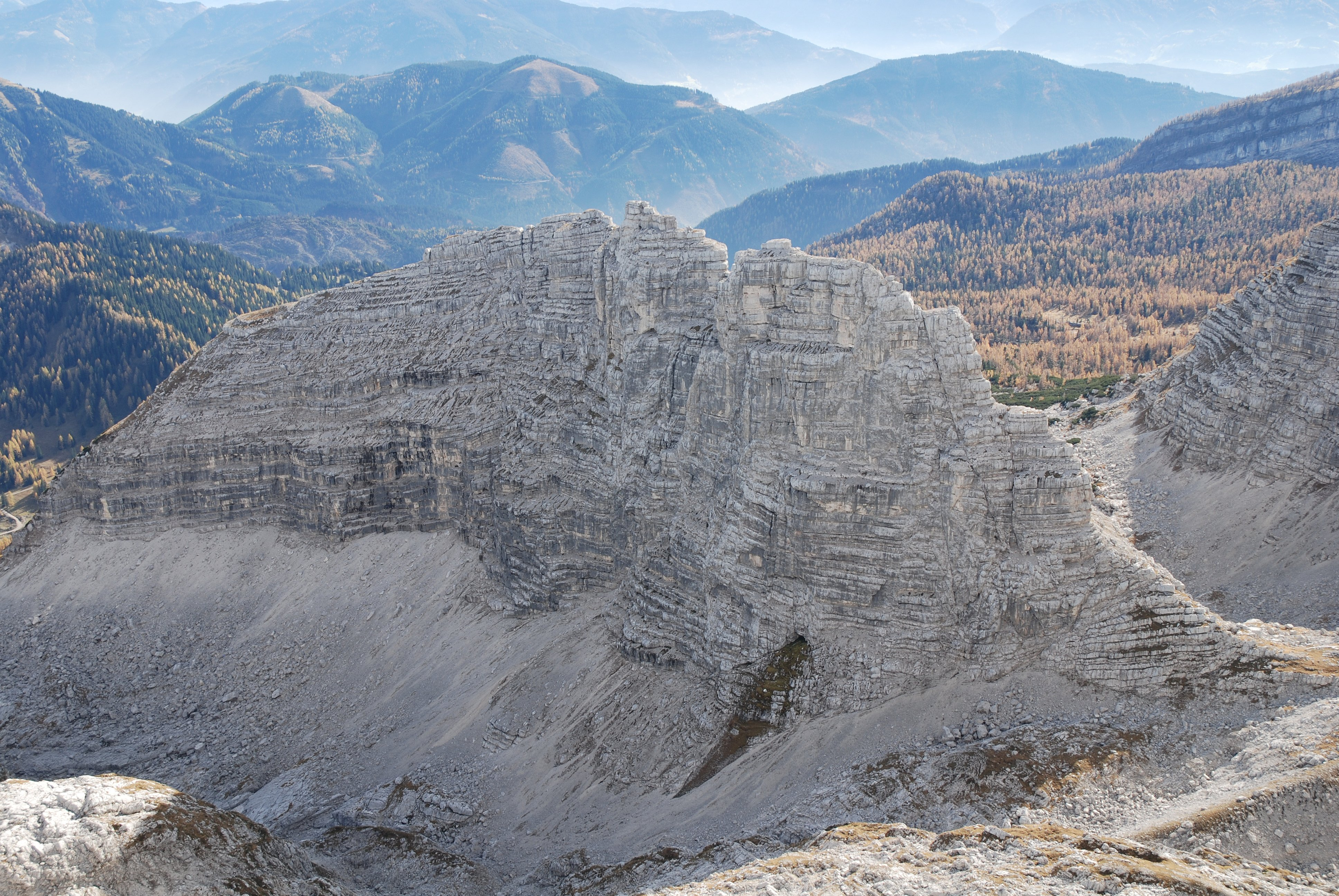

拉姆施山（德語：Ramesch），是奧地利的山峰，位於該國北部，由上奧地利州負責管轄，屬於托特斯山脈的一部分，距離瓦舍內克山0.4公里，海拔高度2,119米。